# Дорогая (Могилёвская область)
Дорогая (бел. Дарагая) — деревня в Кричевском районе Могилёвской области Белоруссии. Входит в состав Костюшковичского сельсовета.

## География
Деревня находится в северо-восточной части Могилёвской области, в пределах Оршанско-Могилёвской равнины, при автодороге Н10826, на расстоянии примерно 9 километров (по прямой) к западу от Кричева, административного центра района. Абсолютная высота — 170 метров над уровнем моря.
Климат деревни характеризуется как влажный континентальный (Dfb в классификации климатов Кёппена).

## История
В конце XVIII века деревня входила в состав Мстиславского воеводства Великого княжества Литовского.
Согласно «Списку населённых мест Могилёвской губернии» 1910 года издания населённый пункт входил в состав Комаровичской волости Чериковского уезда Могилёвской губернии. В Дорогой имелось 29 дворов и проживало 164 человека (79 мужчин и 85 женщин).

## Население
По данным переписи 2009 года, в деревне проживало 98 человек.
По состоянию на 1 января 2019 года население деревни составляло 72 человека (22 ребёнка).